# موی تناسلی
موی تناسلی (به انگلیسی: Pubic Hair) رُم، بانه، موی زِهار یا موی عانه، قسمتی از موی بدن است که در بخش پایینی شکم و پیرامون آلت تناسلی در انسان‌های نوجوان و بالغ می‌روید. موها رو یا اطرافِ اندام جنسی و گاهی در بالای قسمت داخلی ران‌ها قرار دارند. به محل رویش این موها شرمگاه گفته می‌شود. موهای تناسلی در مردان روی کیسهٔ بیضه و آلت مردانه، و در زنان روی فَرْج دیده می‌شود. رویش موهای آلت تناسلی یکی از نشانه‌های بلوغ جنسی است.
موهای آلت تناسلی در دوران کودکی در این ناحیه به صورت نازک وجود دارند، که در دوران بلوغ، به دلیل افزایش سطح آندروژن در مردان و استروژن در زنان، بلندتر و درشت‌تر می‌شوند. موهای تناسلی با سایر موهای بدن متفاوت است و یک صفات ثانویه جنسی است.
بسیاری از فرهنگ‌ها موهای تناسلی را اروتیک می‌دانند و بیشتر فرهنگ‌ها آن را با آلت تناسلی مرتبط می‌دانند که انتظار می‌رود هم مردان و هم زنان همیشه آن را بپوشانند. در برخی فرهنگ‌ها، برداشتن موهای تناسلی، به‌ویژه در زنان، عادی است. این عمل به عنوان بخشی از بهداشت شخصی در نظر گرفته می‌شود. در فرهنگ‌های دیگر، قرار گرفتن موهای تناسلی در معرض دید (به‌عنوان مثال، هنگام پوشیدن لباس شنا) ممکن است غیر زیبایی یا شرم‌آور تلقی شود و بنابراین برای جلوگیری از دیده شدن، آن‌ها را کوتاه می‌کنند (و یا مدل‌دهی می‌کنند).

## رشد و توسعه
موهای تناسلی در پاسخ به افزایش سطح تستوسترون در دختران و پسران شکل می‌گیرد. آن دسته از فولیکول‌های مو که در نواحیِ حساس به آندروژن قرار دارند، تحریک می‌شوند و موهای تناسلی را ایجاد می‌کنند. مقیاس تانر رشد موهای تناسلی را شرح می‌دهد. قبل از شروع بلوغ، ناحیهٔ تناسلی پسران و دختران دارای موهای زائد بسیار ظریفی است (مرحلهٔ ۱). در شروع بلوغ، بدن سطوح هورمون‌های جنسی را افزایش می‌دهد و در پاسخ، پوستِ ناحیهٔ تناسلی، موهای ضخیم‌تر و خشن‌تر، اغلب فرفری‌تر با سرعت رشد سریع‌تر، تولید می‌کند.
در مردان، اولین موهای تناسلی به صورت چند تارِ نازکِ پراکنده ظاهر می‌شوند که معمولاً روی کیسه بیضه یا قاعدۀ بالایی آلت تناسلی هستند (مرحلهٔ ۲). در عرض یک سال، موهای اطراف قاعدۀ آلت تناسلی زیاد می‌شوند (مرحلهٔ ۳). در عرض ۳ تا ۴ سال، مو، ناحیهٔ شرمگاهی را پُر می‌کند (مرحلهٔ ۴) و بسیار ضخیم‌تر و تیره‌تر می‌شود و تا ۵ سال تا نزدیک ران‌ها و به سمت بالا روی شکم به سمت ناف (مرحلهٔ ۵) گسترش می‌یابد.
سایر نواحی پوست نیز به همین ترتیب، هرچند کمی کمتر، حساس به آندروژن هستند و موهای آندروژنی معمولاً کمی دیرتر ظاهر می‌شوند. در توالی خشن حساس به آندروژن‌ها و ظاهر موهای آندروژن عبارتند از زیربغل، ناحیهٔ اطراف مقعد، لب بالایی، نواحی پیش گوش، نواحی اطراف آرئولار (نوک پستان)، وسط قفسه سینه، گردن، ناحیهٔ ریش، شانه‌ها و پشتِ باسن. موهای زائد اگرچه به طور کلی بخشی از فرآیند بلوغ در نظر گرفته می‌شوند، اما متمایز و مستقل از فرآیند بلوغ غده جنسی هستند. موهای ناحیهٔ تناسلی تنها از آندروژن‌های غده فوق کلیوی ایجاد می‌شوند و حتی زمانی که تخمدان‌ها یا بیضه‌ها معیوب هستند و عملکردی ندارند، می‌توانند رشد کنند. تفاوت اندکی در ظرفیت بدن زن و مرد برای رشد مو در پاسخ به آندروژن‌ها وجود دارد.
رنگ موهای تناسلی و زیربغل می‌تواند به میزانِ قابل توجهی از موهای سر متفاوت باشد. در بیشتر افراد تیره‌تر است، اگرچه می‌تواند روشن‌تر هم باشد. در بیشتر موارد از نظر رنگ شباهت بیشتری به ابروهای یک فرد دارد.
بافت موهای تناسلی و زیربغل از فرهای محکم تا کاملاً صاف متفاوت است، که لزوماً با بافت موی سر مرتبط نیست. مردم شرق آسیا معمولاً موهای تناسلی سیاه و مواج دارند.
الگوهای موی تناسلی می‌تواند بر اساس نژاد و قومیت متفاوت باشد. الگوهای موهای تناسلی که به نام «اسکچئون» شناخته می‌شوند، بین جنس‌ها و افراد مختلف متفاوت است. در بیشتر زنان، موهای شرمگاهی مثلثی شکل است و روی فرج و تپه ونوس قرار دارد. در بسیاری از مردان، موهای شرمگاهی به سمت بالا به سمت خطی از مو که به سمت ناف است، که تقریباً یک مثلث رو به بالا است.

## عملکرد
موی تناسلی با سایر موهای بدن متفاوت است و یک صفات ثانویه جنسی است.
دزموند موریس، جانورشناس، نظریه‌هایی را که موهای تناسلی را برای نشان دادن بلوغ جنسی یا محافظت از پوست در برابر چروکیدگی در طول جفت‌گیری ایجاد کرده‌است، رد می‌کند و این توضیح را ترجیح می‌دهد که موهای تناسلی مانند یک تله عطر عمل می‌کنند.
همچنین، هر دو جنس که موهای ضخیم تناسلی دارند، در هنگام آمیزش جنسی این موها به عنوان یک بالشتک جزئی عمل می‌کنند.

## اهمیت بالینی

### شپش تناسلی
موهای تناسلی ممکن است به شپش تناسلی (همچنین به‌عنوان شپش خرچنگ) آلوده شوند. طول شپش تناسلی بالغ ۱٫۱ تا ۱٫۸ میلی‌متر (۰٫۰۴۳–۰٫۰۷۱ اینچ) است. موهای تناسلی معمولاً می‌توانند به‌طور متوسط تا ۱۲ نفر را میزبانی کنند. شپش تناسلی معمولاً به موی تناسلی متصل است، اما گاهی روی موهای زبر در نقاط دیگر بدن (به‌عنوان مثال، ابرو، مژه، ریش، سبیل، سینه، زیربغل و…) دیده می‌شود. شپش خرچنگ به موهای تناسلی که ضخیم‌تر از سایر موهای بدن است می‌چسبند زیرا چنگال‌های آن‌ها با قطر خاصِ موهای ناحیهٔ تناسلی سازگار است. آلودگی به شپش تناسلی (پتریازیس) معمولاً از طریق تماس جنسی منتقل می‌شود.

## جامعه و فرهنگ
به‌گفتهٔ مری لوتینز، زندگینامه‌نویسِ جان راسکین، نویسنده، هنرمند و منتقد هنریِ برجسته، ظاهراً فقط به برهنه‌های بدون مو که به‌طور غیر واقعی در هنر به تصویر کشیده می‌شد، عادت داشت و هرگز قبل از شب عروسی‌اش زنی برهنه را ندیده بود. ظاهراً او از دیدن موهای تناسلی همسرش چنان شوکه شده‌بود که او را رد کرد و بعداً این ازدواج از نظر قانونی باطل شد. گمان می‌رود که او فکر می‌کرد که همسرش بدشکل است. نویسندگان در آینده نیز به این اتفاقی که برای لوتینز پیش آمده بود، پرداختند. به‌ عنوان مثال، جین واینگارتن، در کتاب خود به‌ نامِ «احمق هستم (۲۰۰۴)» می‌نویسد: «راسکین [ازدواج] را باطل کرد، زیرا از دیدن یک دسته موی خشن و وحشی، شبیه موهای یک مرد، بر عروسش وحشت داشت. او، او را یک هیولا می‌پنداشت.» پیتر فولر در کتابِ «تئوری: هنر و غیبت فیض» می‌نویسد: «گفته شده‌است که او در شب عروسی از دیدن موهای تناسلی همسرش ترسیده‌است؛ اما احتمالاً او از خون قاعدگی او ناراحت شده‌است. تیم هیلتون و جان بتچلور، زندگی‌نامه‌نویسانِ راسکین نیز معتقدند که قاعدگی دلیل محتمل‌تری است.
در دوران بلوغ، بسیاری از دختران جوانه زدن ناگهانی موهای تناسلی را آزاردهنده و گاهی ناپاک می‌دانند، زیرا در بسیاری از موارد دختران جوان توسط خانواده و جامعه از مشاهده موهای  تناسلی پوشانده شده‌اند. از سوی دیگر، پسران جوان معمولاً از رشد موهای تناسلی خود ناراحت نمی‌شوند، زیرا معمولاً موهای بدن پدران خود را دیده‌اند.

### شیوه‌های نظافت
در برخی از جوامع خاورمیانه، برداشتن موهای زائد بدن مردانه و زنانه برای قرن‌ها به‌ عنوان بهداشت مناسب در نظر گرفته می‌شده‌است. تعالیم مسلمانان (قابل استفاده برای زن و مرد) شامل فقهٔ مطهرات است که در آن موهای تناسلی و زیربغل باید  تراشیده شود تا سنت پیامبر اسلام محسوب شود.
زنانی که در زمینه پورنوگرافی کار می‌کنند معمولاً موهای تناسلی خود را با تراشیدن از بین می‌برند، روشی که در اواخر قرن بیستم مُد شد. تراشیدن به‌ جای اپیلاسیون استفاده می‌شود، زیرا می‌توان آن را روزانه انجام داد، در حالی که اپیلاسیون قبل از تکرار به چندین روز رشد نیاز دارد. به‌ گفتهٔ نویسندهٔ فمینیسم، کتلین مورن، دلیل حذف موهای تناسلی از زنان در فیلم‌های پورنوگرافی، «ملاحظات فنی فیلم‌برداری» بود. به‌دلیل محبوبیت پورنوگرافی، تراشیدن موهای تناسلی توسط زنان تقلید شد، و در میان زنان خارج از صنعت پورنوگرافی، اپیلاسیون در اواخر قرن ۲۰ و ۲۱ رایج شد.
برخی تراشیدن را اروتیسم و زیبایی‌شناختی می‌دانند، در حالی که برخی دیگر آن را غیرطبیعی می‌دانند. برخی از افراد موهای تناسلی را به دلایل شهوانی و جنسی یا به این دلیل که آن‌ها یا شریک جنسی خود از بدون مو لذت می‌برند، می‌تراشند.
طبق یک مطالعهٔ آکادمیک، در سال ۲۰۱۶، تقریباً ۵۰ درصد از مردان در ایالات متحده آمریکا اصلاح منظم موهای تناسلی را انجام می‌دهند که می‌تواند شامل کوتاه کردن، اصلاح و تراشیدن باشد. این مطالعه نشان داد که شیوع نظافت با افزایش سن کاهش می‌یابد. از مردانی که موهای تناسلی را اصلاح می‌کنند، ۸۷ درصد موهای بالای آلت تناسلی، ۶۶ درصد کیسهٔ بیضه و ۵۷ درصد ساقهٔ آلت تناسلی را مرتب می‌کنند.

#### روش‌ها
تمام موها را می‌توان با موم فرموله شده برای این منظور از بین برد. برخی از افراد ممکن است بخشی یا تمام موهای تناسلی، زیربغل و صورت خود را بردارند. از بین بردن موهای زائد تناسلی با استفاده از موم، «اپیلاسیون بیکینی» نامیده می‌شود. سالن های زیبایی اغلب خدمات مختلف اپیلاسیون را ارائه می‌دهند. شِکَرگذاری، جایگزینی برای اپیلاسیون است که از خمیری تشکیل شده از شکر و لیمو است و به جای موم استفاده می‌شود. شِکَرگذاری، سلول‌های پوستیِ کمتری را نسبت به اپیلاسیون از بین می‌برد. از روشِ دیگر حذف موهای زائد می‌توان به لیزر رفع موهای زائد اشاره کرد.
برخی از زنان موهای تناسلی خود را تغییر می‌دهند تا با مُدها و روندهای اجتماعی سازگار شوند یا به‌ عنوان سبک زندگی خود آن‌ها را اصلاح می‌کنند. سبک‌های اصلاح موهای تناسلی عبارتند از:
- اپیلاسیون مثلثی یا آمریکایی (به انگلیسی: American waxing) موهای تناسلی از دو طرف کوتاه می شوند تا مثلثی شکل بگیرد تا موهای تناسلی هنگام پوشیدن مایو پنهان شوند. این مثلث می تواند از لبه «خط بیکینی» تا یک اینچ در دو طرف باشد. طول موی باقی مانده می‌تواند از یک و نیم تا نیم اینچ باشد.

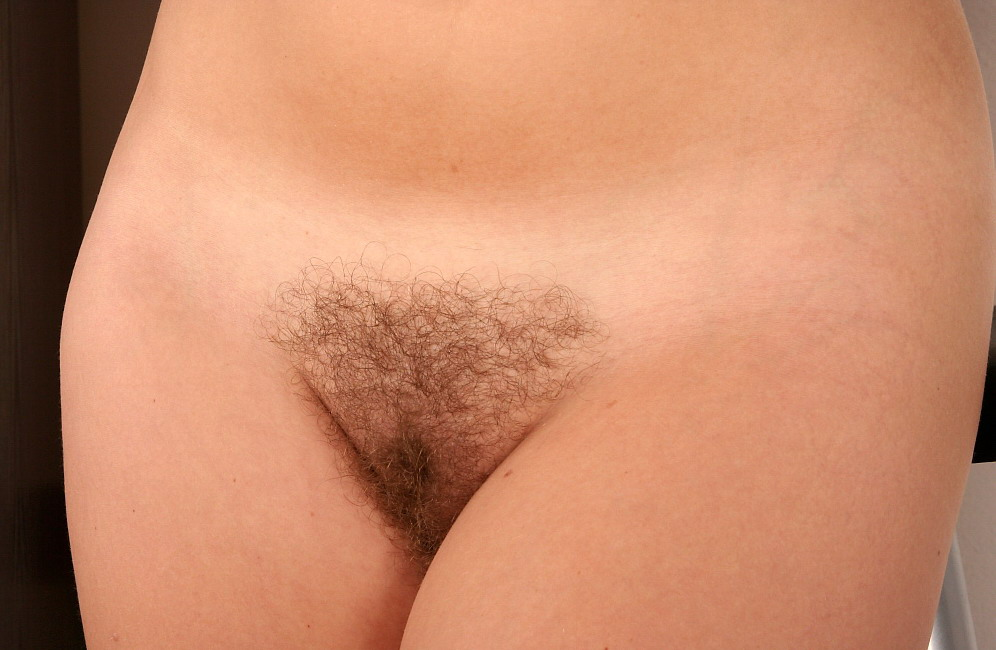
اپیلاسیون آمریکایی

- باند فرودگاه یا اپیلاسیون فرانسوی (به انگلیسی: French waxing) موهای تناسلی به جز نواری از مو که از شکم تا کُس کشیده شده‌است برداشته می‌شوند.

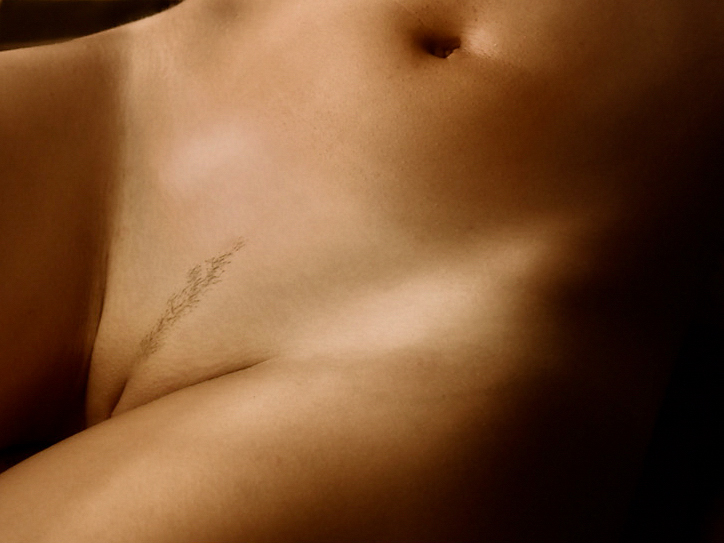
اپیلاسیون فرانسوی

- اپیلاسیون برزیلی (به انگلیسی: Brazilian waxing) به حذف کامل موهای تناسلی گفته می‌شود.

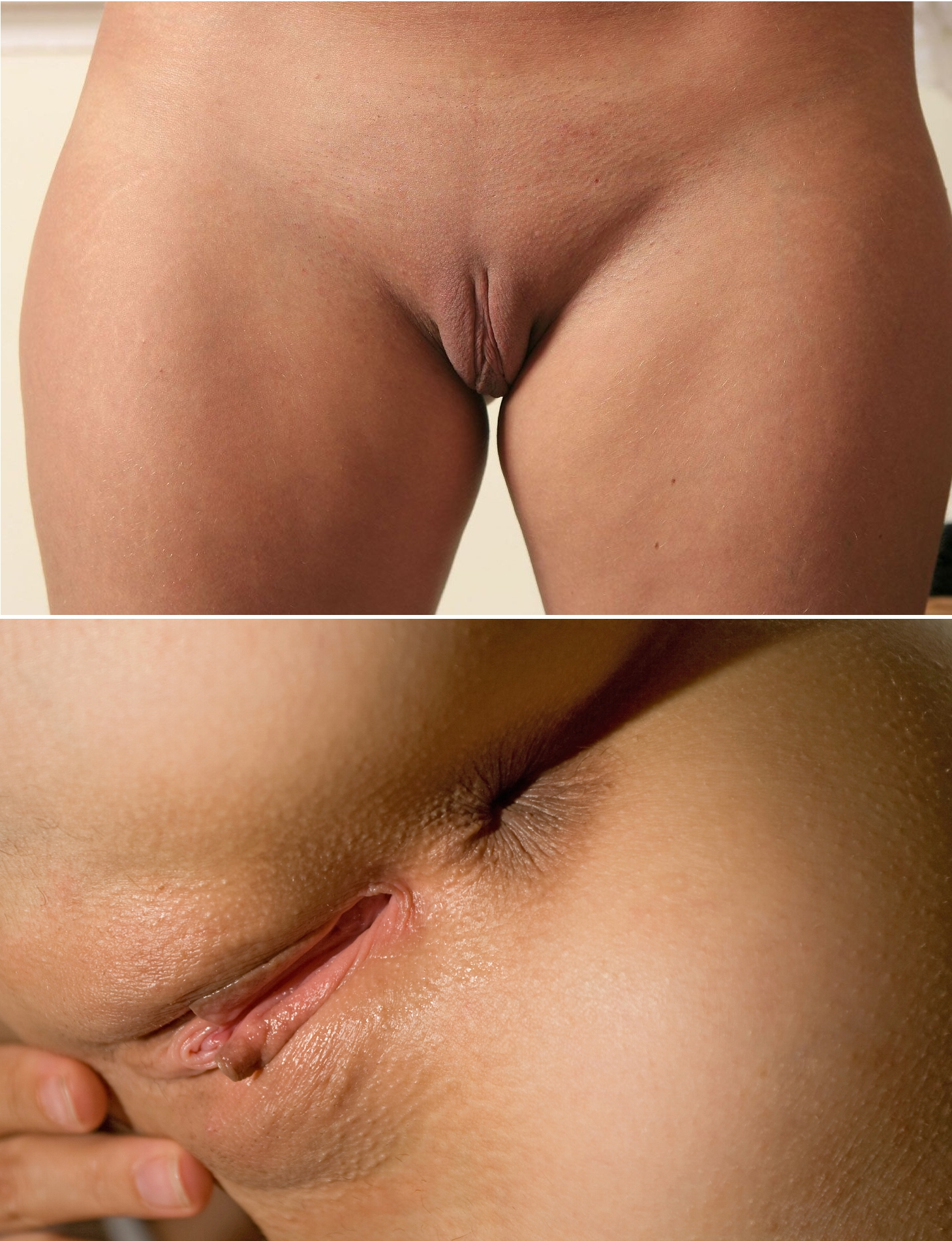
در اپیلاسیون برزیلی تمام موهای اطراف کس، لبه‌ها، میان‌دوراه و مقعد، حذف می‌شوند.

انواع مختلفی از اپیلاسیون برزیلی وجود دارد که در آن طرحی از موهای تناسلی شکل می‌گیرد. یک تبلیغ جنجالی گوچی شامل موهای تناسلی زن تراشیده شده به صورت حرفِ «G» بود.

#### رابطه جنسی
تصمیم زن یا مرد برای رشد یا تراشیدن موهای تناسلی می‌تواند در جذب شریک زندگی نقش داشته باشد. مجلهٔ کازموپالیتن در یک مطالعه نشان داد که تعداد زیادی از پاسخ‌دهندگان، اعم از زن و مرد، شریک زندگی خود را ترجیح می‌دهند که موهای تناسلی خود را بتراشند یا حداقل کوتاه کنند. درصد کمتری از ۶ درصد از مردان و ۱۰ درصد از زنان ترجیح می‌دهند که همسرشان طبیعی باشد و موهای تناسلی خود را اصلاح نکند.

### در هنر

نقاشیِ سرمنشأ جهان، کشیده شده توسط گوستاو کوربه در سال ۱۸۶۶

در هنر مصر باستان، موهای تناسلی زنان به شکل مثلث‌های نقاشی شده، نشان داده شده‌است. در هنر اروپای قرون وسطی و کلاسیک، موهای تناسلی به ندرت به تصویر کشیده می‌شد و موهای تناسلی مردان اغلب، اما نه همیشه، حذف می‌شدند.
در قرن شانزدهم اروپای جنوبی، میکل‌آنژ، تندیس داوود را با موهای مدل‌دار تناسلی نشان داد. با این وجود، نقاشی میکل‌آنژ روی سقف کلیسای سیستین هیچ موی تناسلی‌ای ندارد.
در اواخر قرن هجدهم، موهای تناسلی زنان آشکارا در شونگای ژاپنی (اروتیسم) به ویژه در سُنتِ اوکی‌یو-ئه به تصویر کشیده شد. نقاشی رؤیای همسر مرد ماهی‌گیر (۱۸۱۴) از کاتسوشیکا هوکوسایی که زنی را در حال فانتزی وابسته به عشق شهوانی به تصویر می‌کشد، یک نمونه شناخته شده‌است. در نقاشی‌های ژاپنی، مانند هنتای، موهای تناسلی اغلب حذف می‌شوند، زیرا برای مدت طولانی نمایش موهای تناسلی قانونی نبود.
سرمنشأ جهان (۱۸۶۶)، اثر هنرمند فرانسوی، گوستاو کوربه، به‌دلیل واقع‌گرایی آن، بحث برانگیز بود، که محدودیت‌های آنچه در آن زمان قابل ارائه تلقی می‌شد را جابجا کرد. برخلاف نقاشی‌ آکادمیک، که برهنه‌های صاف و ایده‌آل را ترجیح می‌داد، این نقاشی نمای نزدیک از فرج، با موهای پُر، زنی را نشان می‌داد که روی تخت دراز کشیده و پاهایش باز شده بود.

### در مُد
در سال ۱۹۸۵، رودی گرنریچ، چهار هفته قبل از مرگش، از لباس شنای گفتهٔ زنانه‌ای به‌ نام پوبیکینی (انگلیسی: Pubikini) رونمایی کرد. لباس شنای برهنه‌ای که تپه ونوس و موهای تناسلی فرد را نمایان می‌کرد. این مایو یک پایین نازک، V شکل و به سبک بند بود که در قسمت جلوی آن نوار کوچکی از پارچه دیده می‌شد که موهای تناسلی فرد را نشان می‌داد. پوبیکینی به‌عنوان یک قطعه مقاومتی توصیف شد که بدن انسان را کاملاً آزاد می‌کند.

### در تاریخ
شواهد اصلاح موهای تناسلی در هند باستان به ۳۰۰۰ تا ۴۰۰۰ سال قبل از میلاد برمی‌گردد. اف. فاوست، تاریخ‌شناس، در سال ۱۹۰۱ نوشت، برداشتن موهای بدن، از جمله موهای تناسلی در ناحیهٔ فرج، به‌ عنوان رسم در میان زنان هندو بود. در جوامع غربی، پس از گسترش مسیحیت و قرار گرفتن عموم پوست برهنه یک زن بین مچ پا و کمر در معرض دید، از نظر فرهنگی مورد تأیید قرار نگرفت. بسیاری از مردم قرار گرفتن موهای تناسلی در معرض عمومی را شرم‌آور می‌دانستند.
در دههٔ ۱۴۵۰، روسپی‌های بریتانیایی موهای تناسلی خود را به منظور بهداشت شخصی و مبارزه با بیماری‌های تناسلی مانند شپش‌های تناسلی، می‌تراشیدند یا روی آن مرکین می‌گذاشتند.
اشرف‌زادگان بریتانیا در دوره جرج، موهای تناسلی معشوق خود را به‌ عنوان یادگاری می‌گرفتند. به‌ عنوان مثال، فرهای موها مانند کاکل در کلاه مردانه به‌ عنوان طلسم قدرت پوشیده می‌شدند یا به‌ عنوان نشانه‌ای از محبت بین عاشقان رد و بدل می‌شدند. موزهٔ دانشگاه سنت اندروز در اسکاتلند در مجموعهٔ خود جعبه‌ای پر از موهای تناسلی یکی از معشوقه‌های جرج چهارم (احتمالاً الیزابت کانینگام) دارد.

### در ادبیات
در رمان شهوانی زندگی خصوصی من، راوی «والتر»، یکی از آگاهان آشکار موهای تناسلی زنان، با لذتی آشکار از یک دستهٔ ظریف از موهای پُرپشت قرمز تناسلی یک زن اسکاتلندی صحبت می‌کند:
دسته، دراز و ضخیم بود، تا نیمهٔ نافش به صورت پیچ خورده و فرفری بود، و در اطراف باسنش پخش شد و به تدریج در آنجا کوتاه‌تر شد.
در همین راستا، در «خاطرات دالی مورتون»، یک کلاسیک اروتیک آمریکایی، ویژگی‌های «میس دین» با تعجب مشخص شده‌است – کُسِ او با «جنگلی ضخیم از موهای قهوه‌ای تیره براق» پوشیده شده بود، با طولی نزدیک به دو اینچ – و مردی به او می‌گوید:
اما خدایا! من در عمرم چنین پشمی بین پاهای یک زن ندیده بودم. لعنت به من اگر لازم نبود قبل از اینکه بتوانید وارد او شوید، او را قیچی کنید.